# Dong Fang Hong 1
Dōng Fāng Hóng I (Vzhod je rdeč 1-東方紅一號), znan tudi pod imenom Kitajska 1 je prvi umetni satelit, ki ga je v vesolje izstrelila Ljudska Republika Kitajska. Lansiran je bil 24. aprila 1970 in je bil pri svoji teži 173 kg najtežji umetni satelit tistega obdobja. Opremljen je bil z radijskim oddajnikom, ki je 26 dni, 24 ur na dan oddajal istoimensko kitajsko revolucionarno pesem - Vzhod je rdeč.